# Drosophila nigrohalterata
Drosophila nigrohalterata is een vliegensoort uit de familie van de fruitvliegen (Drosophilidae). De wetenschappelijke naam van de soort is voor het eerst geldig gepubliceerd in 1925 door Duda.